# José Javier Hombrados Ibáñez
José Javier Hombrados Ibáñez (Madrid, Espanya 1972) és un jugador d'handbol madrileny, guanyador de dues medalles olímpiques.

## Biografia
Va néixer el 7 d'abril de 1972 a la ciutat de Madrid, capital d'Espanya.

## Carrera esportiva

### Trajectòria per clubs
| Club                 | Lliga  | Temporades        |
| -------------------- | ------ | ----------------- |
| Atlético de Madrid   | ASOBAL | 1990 - 1993       |
| CB Cantabria         | ASOBAL | 1993 - 1995       |
| SD Teucro            | ASOBAL | 1995 - 1996       |
| Ademar León          | ASOBAL | 1996 - 2000       |
| Portland San Antonio | ASOBAL | 2000 - 2002       |
| BM Ciudad Real       | ASOBAL | 2002 - 2011       |
| Atlético de Madrid   | ASOBAL | 2011 - Actualitat |

Títols
- 7 Lligues ASOBAL: 1993-1994, 2001-2002, 2003-2004, 2006-2007, 2007-2008, 2008-2009 i 2009-2010
- 4 Copes del Rei: 1995-1996, 2001-2002, 2002-2003 i 2007-2008.
- 8 Copes ASOBAL 1997-1998, 1998-1999, 2003-2004, 2004-2005, 2005-2006, 2006-2007, 2007-2008 i 2010-2011.
- 3 Supercopes d'Espanya: 2004-2005, 2007-2008 i 2009-2010.
- 5 Copes d'Europa: 1993-1994, 2001-2002, 2005-2006, 2007-2008 i 2008-2009.
- 2 Recopa d'Europa: 1998-1999 i 2002-2003.
- 4 Supercopa d'Europa: 2000-2001, 2005-2006, 2006-2007 i 2008-2009.

### Trajectòria amb la selecció
Va participar, als 24 anys, en els Jocs Olímpics d'Estiu de 1996 realitzats a Atlanta (Estats Units), on va aconseguir guanyar la medalla de bronze amb la selecció espanyola d'handbol al derrotar la selecció francesa en el partit pel tercer lloc. Absent en els Jocs Olímpics d'estiu de 2000 realitzats a Sydney (Austràlia), va participar en els Jocs Olímpics d'Estiu de 2004 realitzats a Atenes (Grècia), on va finalitzar en setena posició, aconseguint així un diploma olímpic. En els Jocs Olímpics d'Estiu de 2008 realitzats a la Pequín (República Popular de la Xina) va aconseguir novament guanyar la medalla de bronze al derrotar la selecció croata.
Al llarg de la seva carrera ha guanyat una medalla d'or en el Campionat Mundial d'Handbol i dues medalles de plata en el Campionat d'Europa.